# Mighty to Save (Worship Sessions Volume Five)
Mighty to Save (Worship Sessions Volume Five) è il quattordicesimo album in studio del cantautore statunitense Neal Morse, pubblicato nel 2010 dalla Radiant Records.

## Descrizione
Composto da tredici brani, il disco rappresenta il quinto della serie Worship Sessions iniziata cinque anni prima con Lead Me Lord (Worship Sessions Volume 1). Tra i brani presenti vi sono anche Heiliger Geist e O Herr, gieße Ströme (Ströme lebendigen Wassers), i primi dell'artista cantati interamente in lingua tedesca.

## Tracce
Testi e musiche di Neal Morse, eccetto dove indicato.
1. How He Loves Us
2. Heiliger Geist
3. Mighty to Save
4. Only What You Do for Christ
5. Revelation Song
6. O Herr, gieße Ströme (Ströme lebendigen Wassers)
7. Fall on Me
8. Who Am I?
9. Let Us Worship
10. The Center
11. I Won't Turn Back
12. Spoken For
13. Hosanna

## Formazione
- Neal Morse – strumentazione, voce
- Chelsea Cornelsen – violino
- Mark Leniger – sassofono
- Will Morse – voce
- Jayda Morse – voce
- Julie Harrison – voce
- Marie Toussaint – voce